# Pik Oktjabrski
Der Pik Oktjabrski (russisch Пик Октя́брьский, „Oktobergipfel“, bezugnehmend auf die Oktoberrevolution) ist einer der höchsten Berge im zentralen Abschnitt der Transalai-Kette im nördlichen Teil des Pamir (Zentralasien). 
Der 6780 m hohe Berg liegt 8,15 km ostsüdöstlich vom Pik Lenin. Er liegt auf einem südlich vom Hauptkamm des Transalai abzweigenden Bergkamm, dessen südliche Fortsetzung die Zulumartkette bildet. Den Verzweigungspunkt bildet der 2 km nordnordwestlich gelegene Nebengipfel Pik Jedinstwa. Der Pik Oktjabrski wird im Westen vom Großen Saukdaragletscher sowie im Osten vom Oktjabrski-Gletscher flankiert. 

## Besteigungsgeschichte
Der Berg wurde 1958 von einer sowjetischen Bergsteigergruppe, die von Jewgeni Belezki geführt wurde, erstbestiegen.

## Nebengipfel
Ein Berggrat führt vom Pik Oktjabrski zum 2 km nordnordwestlich gelegenen 6673 m hohe Pik Jedinstwa (russisch Пик Единства, „Pik der Einigkeit“ ⊙), der auf dem Hauptkamm des Transalai und an der Grenze zu Kirgisistan liegt. Die Erstbesteigung gelang 1955 unter der Führung von Jewgeni Belezki.